# Mats Eriksson (konstnär)

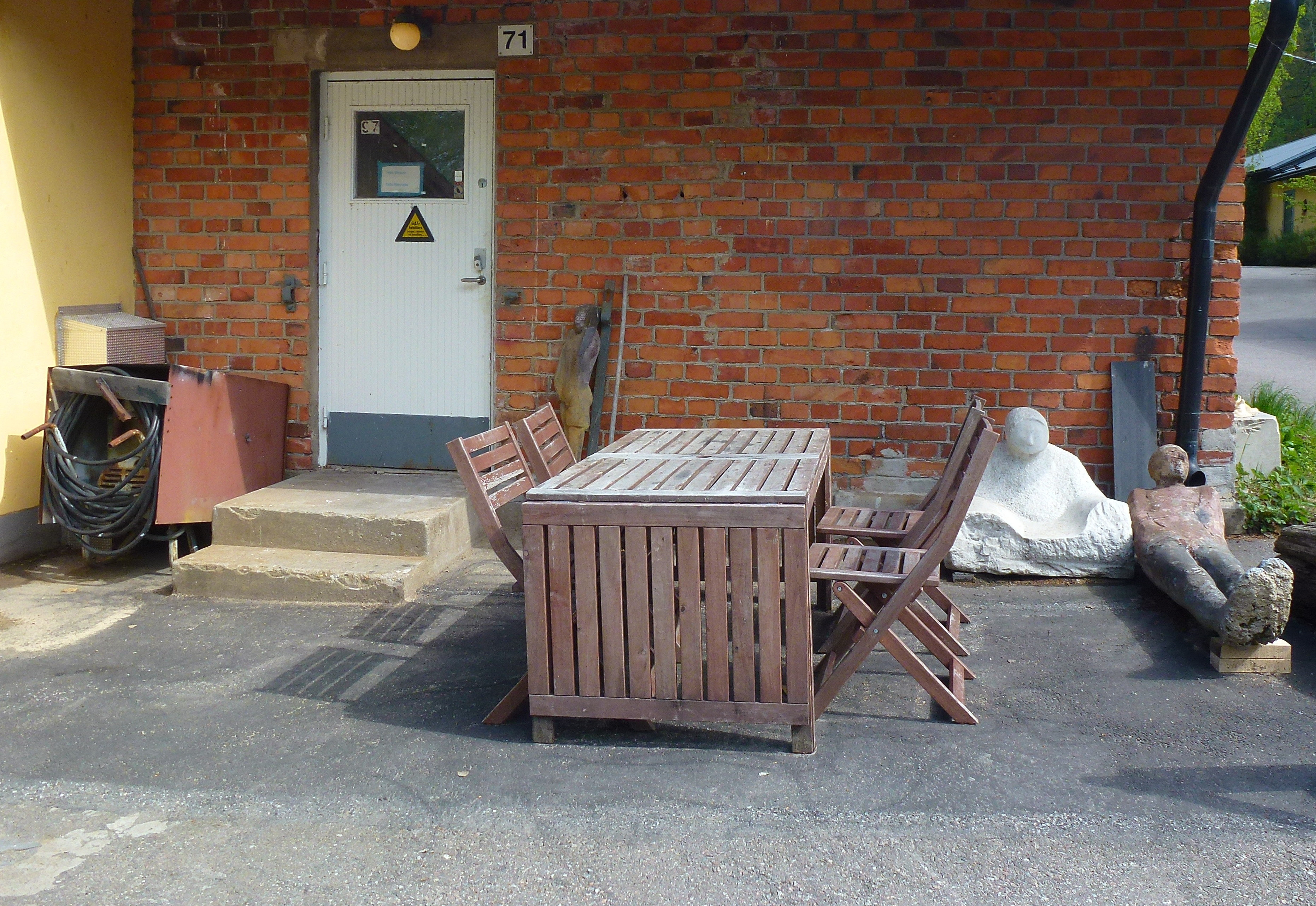
Mats Erikssons ateljé i Vinterviken.

Mats Ola Eriksson, född 2 juli 1945 i Stockholm, är en svensk konstnär och skulptör. Han är verksam i Stockholm med ateljé i Vinterviken. Mats är gift med konstnären Lotta Enocsson, som också har sin ateljé i Vinterviken.

## Biografi

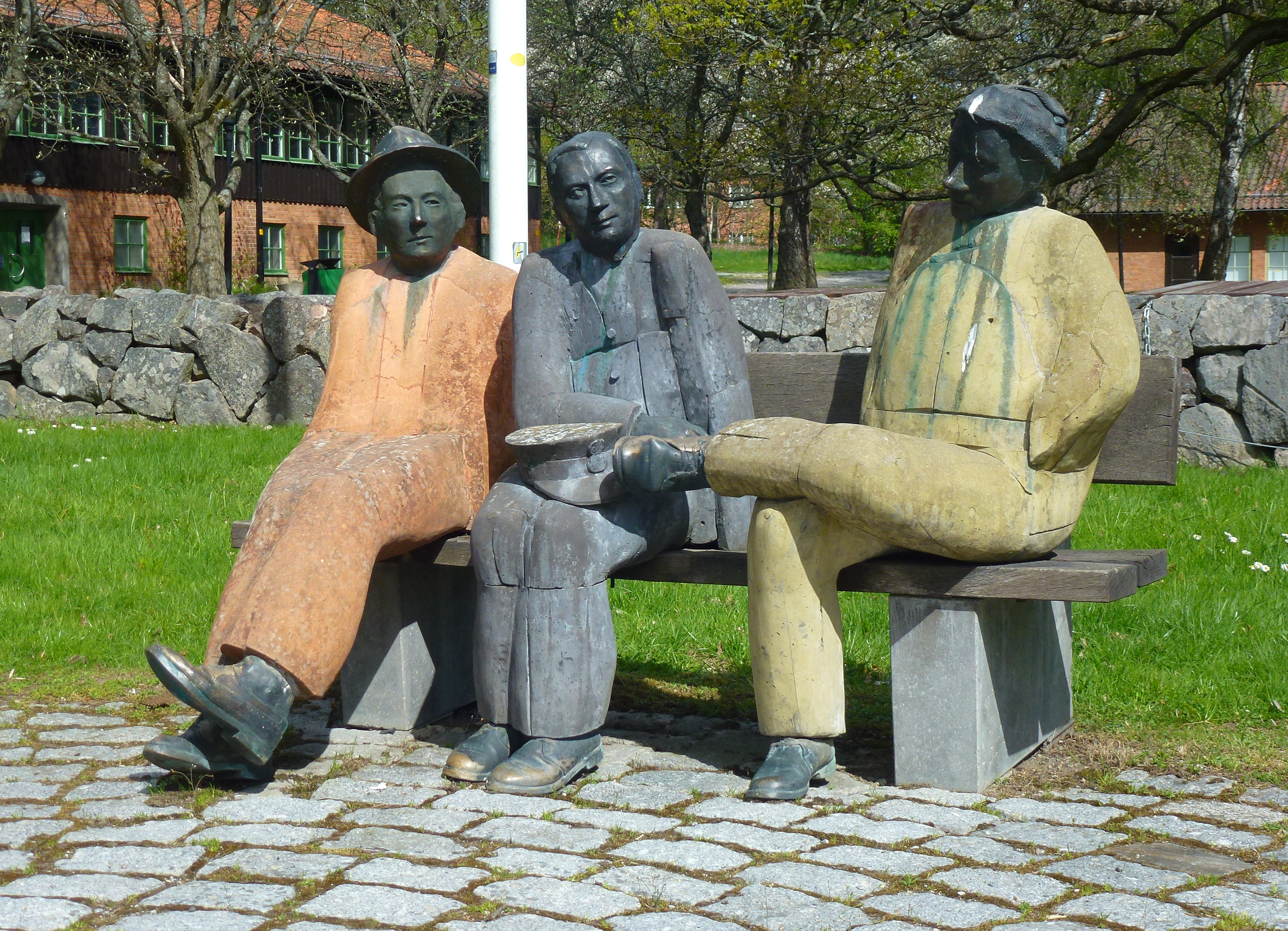
”Samtal på en parkbänk”: Bildsköne Bengtsson, konstapel Björk och Tumba-Tarzan. Betong, brons och trä. Skulpturgrupp i Polishögskolans park, Sörentorp.

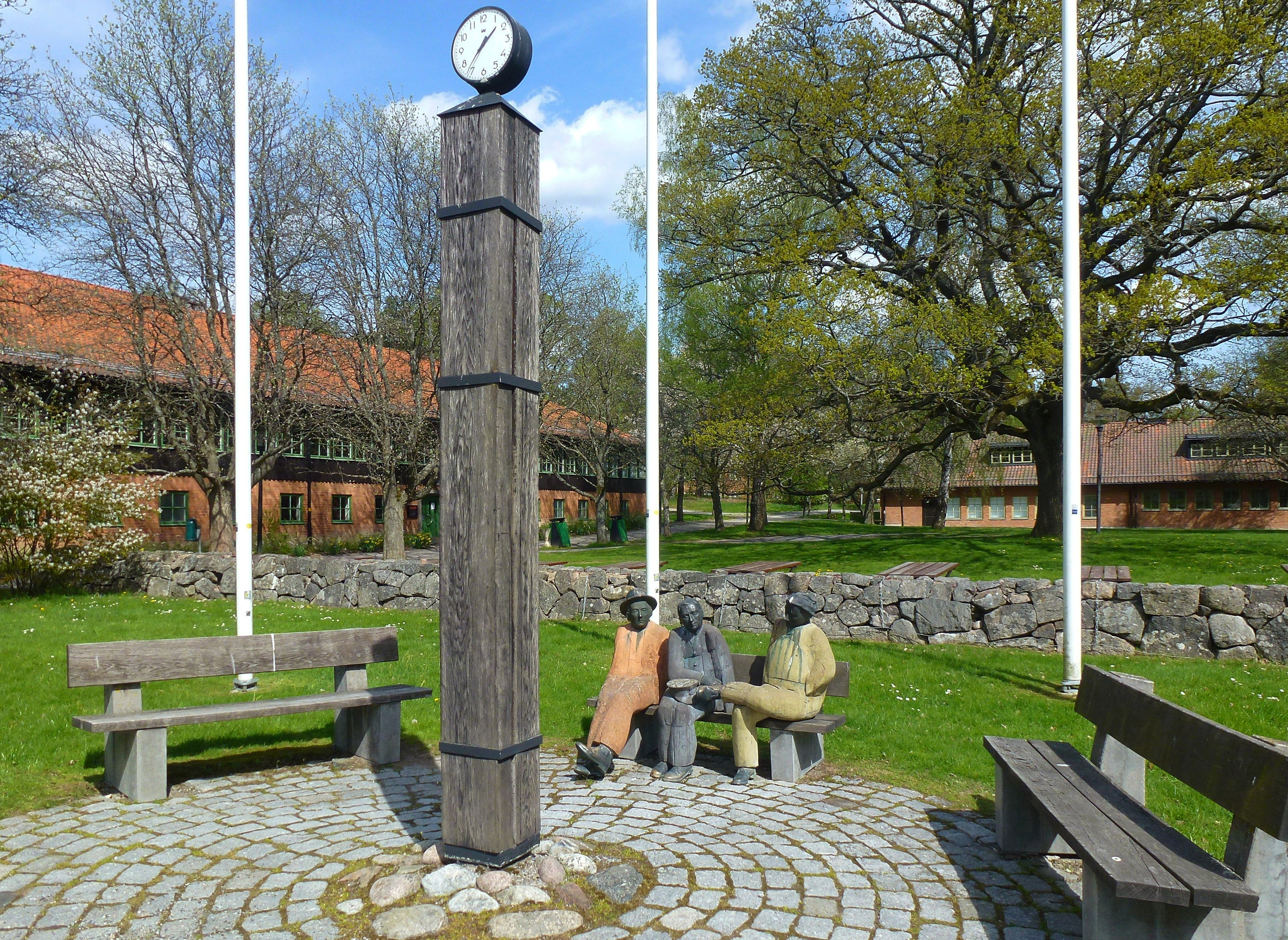
”Samtal på en parkbänk”, hela kompositionen med klockan och bänkar.

Mats Eriksson studerade mellan 1965 och 1970 vid Konstfackskolan i Stockholm. I de flesta av sina skulpturer är människan i medelpunkten. 
Ett av hans kända offentliga verk är skulpturgruppen ”Samtal på en parkbänk” i brons, betong och trä som skapades 1994 och finns i Polishögskolans park i Sörentorp, Solna kommun. Den visar tjuvarna Bildsköne Bengtsson och Tumba-Tarzan på en parkbänk med poliskonstapeln Björk i mitten. Björk är en fantasifigur, men tjuvarna har funnits och hette egentligen Bernhard Harald Bengtsson och  Rolf Eskil Johansson. Till kompositionen hör även en klocka på en hög trästolpe och två lediga parkbänkar. Bland andra offentliga märks "Trygg hare" Akademiska sjukhuset Uppsala, "Häst och hare" Hudiksvalls sjukhus och "I sitt lugna bo" Nykyrka skola i Motala.

## Utställningar i urval
- Sundsvalls museum
- Härnösands Konsthall
- Konstfrämjandet Stockholm
- Doktor Glas Stockholm
- Galleri Hedlund Stockholm
- Galleri Eva Solvang Stockholm
- Karlskrona museum
- Trelleborgs museum
- Lilla galleriet Umeå
- Härnösands Konsthall